# Tom Boardman
Tom Boardman (Forton, Lancashire, 15 oktober 1983) is een Brits autocoureur. Het beste resultaat uit zijn carrière is het winnen van het Seat Cupra Championship in 2005 voor het team Triple R, wat hij runt samen met zijn vader John, die een voormalig rallycross-coureur is in de jaren 70. Momenteel rijdt hij in het BTCC, maar reed in 2008 en 2009 ook races in het WTCC voor Sunred Engineering. Hij heeft in 24 races echter geen punten gescoord.